# Osamu Dezaki
Osamu Dezaki (出﨑 統, Dezaki Osamu) (també conegut com a Makura Saki (崎 枕, さきまくら, Saki Makura)) és un Director d'anime japonès nascut el 18 de novembre de 1943 a Shinagawa, Tòquio - muerte 17 d'abril de 2011. El seu germà gran és en Satoshi Dezaki, qui també és un conegut director d'anime.
És conegut pel seu propi estil visual, fent ús del Split screen, d'una il·luminació dura, i d'un freeze frame pastel que anomena "Memòries de postal". Això últim és potser la seva marca més famosa i compta amb un procés en què la pantalla s'esvaeix en un detallat "quadre" de l'animació més simple original. Moltes de les tècniques que va fer servir es va tornar popular després i va arribar a ser anomenada com una peculiar tècnica de l'animació japonesa.